# Steinfeld, Schleswig-Flensburg
Steinfeld (tiếng Đan Mạch: Stenfelt) là một đô thị thuộc huyện Schleswig-Flensburg, trong bang Schleswig-Holstein, nước Đức. Đô thị Steinfeld, Schleswig-Holstein có diện tích 8,73 km², dân số thời điểm 31 tháng 12 năm 2006 là 729 người.